# Linkujärvi
Linkujärvi är en sjö i Finland. Den ligger i kommunen Kittilä i landskapet Lappland, i den norra delen av landet, 800 km norr om huvudstaden Helsingfors. Linkujärvi ligger 253,2 meter över havet. Arean är 34,9 hektar och strandlinjen är 2,96 kilometer lång. Sjön  ingår i Kemi älvs huvudavrinningsområde. 